# V rovnováhe
V rovnováhe je album slovenské pop-rockové skupiny No Name, bylo vydáno dne 7. dubna 2008.

## Skladby
1. Ako si to hovorila – 4:01
2. Bez tieňa – 4:10
3. Duša a ja – 3:53
4. City – 3:36
5. Len tak stáť – 3:04
6. Zdanie – 4:35
7. Lúčenie – 3:38
8. O šťastí – 4:12
9. Na čiernom trhu – 3:38
10. Výnimočná – 3:45
11. Uspávanka – 3:26